# Kaspar Mohr

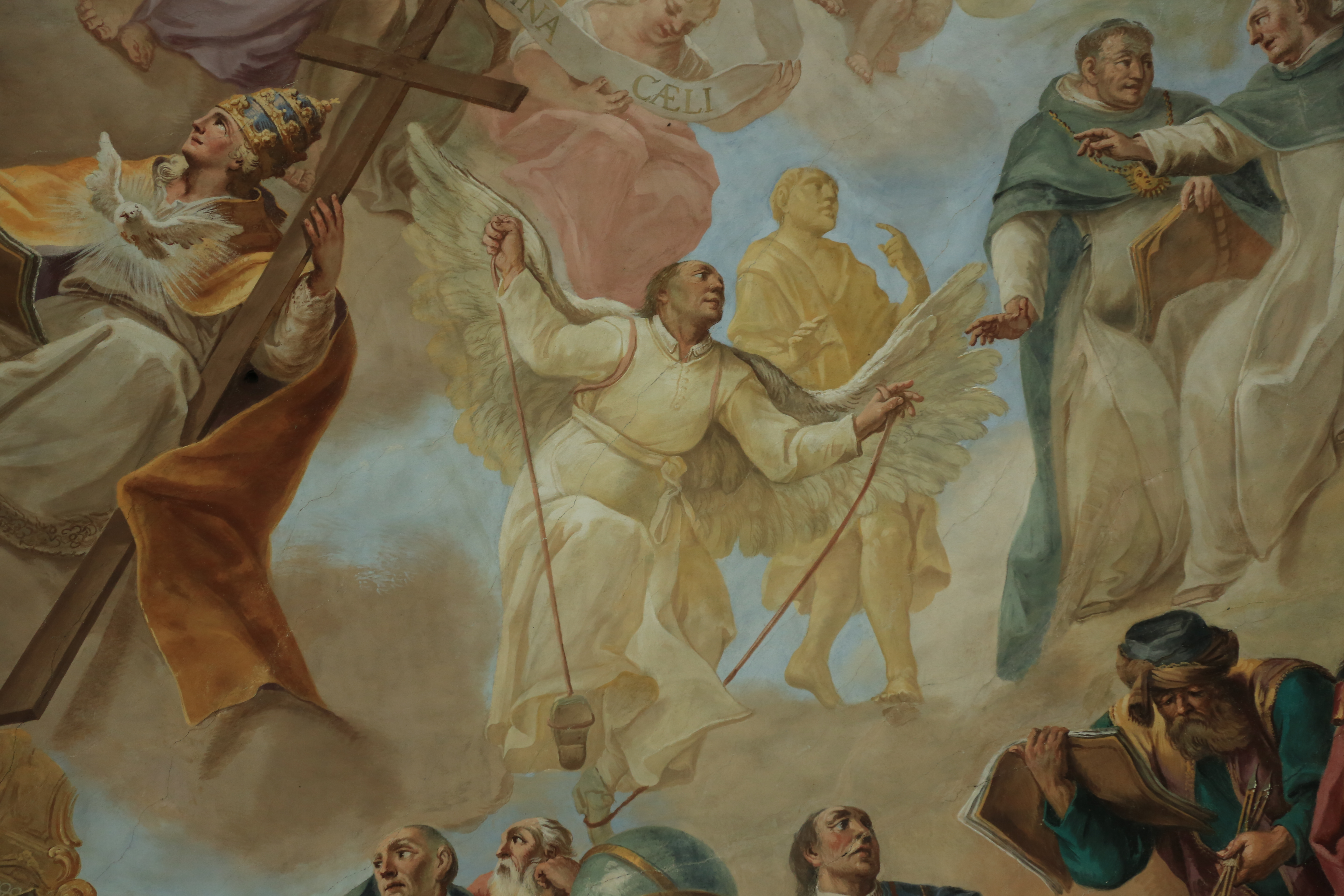
Kaspar Mohr im Deckengemälde der Schussenrieder Klosterbibliothek

Kaspar Mohr (* 1575 in Busenberg, jetzt Hochdorf; † 6. Juli 1625 in Jebenhausen, heute Stadtteil von Göppingen) war Chorherr und (zeitweise) Prior des Prämonstratenserklosters Schussenried. Mohr erfand einen Flugapparat aus federnbesetzten Flügeln, mit dem er einen Flugversuch aus dem Dormitorium im 3. Stockwerk des (alten) Klosters in den Klostergarten unternehmen wollte.
Sein Bild verewigte Franz Georg Hermann 1755/57 in einem Deckengemälde der Bibliothek im Neuen Kloster Schussenried.

## Biografie
Nach einem ersten Unterricht in der Dorfschule von Hochdorf besuchte Kaspar Mohr die Klosterschule von Schussenried, wo er von dem Prior Michael Mohr, seinem Onkel, gefördert wurde.
Abt Ludwig Mangold muss die Fähigkeiten von Kaspar Mohr frühzeitig erkannt haben. Er schickte ihn zum Studium auf die Universität Freiburg, wo er am 24. November 1599 immatrikuliert wurde. Der Eintrag Nr. 5 lautet: Frater Casparus Mohr, conventualis in Schussenried.
Die Diakonats- und Priesterweihe erhielt Kaspar Mohr in Konstanz. Ins Kloster Schussenried zurückgekehrt, war er dort zum täglichen Chordienst verpflichtet. Er bediente die Orgel, die er zu einem großen Werk ausgebaut hat. Mohr errichtete ein meisterliches Uhrwerk und erwarb sich den Ruf eines Universalgenies.
Im Jahr 1610 wurde er vom Abt Martin Dietrich als Prior zu dessen Stellvertreter gewählt. Als sich in ebendiesem Jahr die Möglichkeit bot, einem hiesigen Konventualen ein Studium in Rom zu ermöglichen, wurde Kaspar Mohr dazu auserwählt.
Nach vierjährigem Studium in der „Ewigen Stadt“ kehrte er im Jahr 1614 nach Schussenried zurück, ausgestattet mit dem am 27. Mai 1614 von der Universität Perugia ausgestellten Doktorat der Theologie. In Rom zeigte Kaspar Mohr auch sein diplomatisches Geschick und konnte für sein Kloster in Schussenried einige wichtige Privilegien aushandeln.
Er starb 1625 während eines Kuraufenthalts in Jebenhausen und wurde in Rechberghausen beerdigt.

## Ehrungen
- Das Progymnasium in Bad Schussenried ist nach Kaspar Mohr benannt.